# 永田新之允

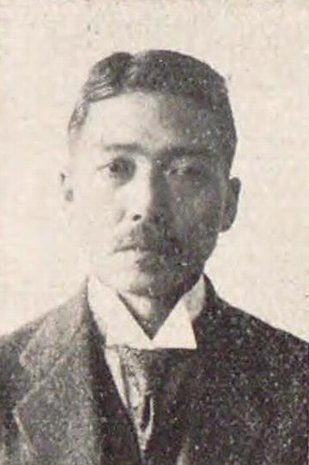
永田新之允

永田 新之允（ながた しんのじょう、明治4年4月8日（1871年5月26日） – 昭和46年（1971年）6月21日）は、日本の衆議院議員（憲政会→中正倶楽部→新正倶楽部）。岩国市長。ジャーナリスト。

## 経歴
周防国玖珂郡岩国（現在の岩国市）出身。扶桑新聞社で活版職工として勤務。1888年（明治21年）より名古屋逓信管理局、東京逓信管理局、横浜郵便電信局、東京郵便電信局で勤務した。1896年（明治29年）に読売新聞社記者、編集局長となる。その後、国民新聞社に転じ、1902年（明治35年）には理事・編集長となった。さらに1904年（明治37年）に実業之日本社に移り、理事、編集長、営業部長、総務部長を歴任した。
1924年（大正13年）、第15回衆議院議員総選挙に出馬し、当選を果たした。
1927年（昭和2年）、実業之日本社を退社し、秀英舎取締役となった。
1932年（昭和7年）、岩国町長に選出され、1940年（昭和15年）に市制が施行されると初代市長に就任した。1971年、100歳で死去。

## 著書
- 『小野梓』冨山房、1897年12月。NDLJP:781197。
  - 『小野梓』（復刻版）早稲田大学出版部、1972年9月。
- 『露西亜帝国撃滅の筆弾 日露戦役記念』永田新之允、1938年3月。
- 『烈士伊藤柳太郎少佐』文録社、1943年7月。
- 『錦帯橋史』岩国観光協会、1953年12月。
- 『岩日鉄道思い出話』岩日鉄道期成同盟会、1954年11月。
- 『自叙伝』岳淵会、1962年12月。